# Дуз Расуллу
Дуз Расуллу (также Дюзрасуллу, Дюз Расуллу, Дузрасуллу; азерб. Düz Rəsullu) — село в Кедабекском районе Азербайджанской Республики, центр административно-территориального округа Дуз Расуллу (состав округа входят села Дуз Расуллу, Гермешойлу, Гоямлы, Гусейнгулулар, Рагимли, Такемишан).
Дуз Расуллу расположен в 43 км к северо-западу от центра Кедабека, в северо-восточном направлении Мургузского хребта. Жители села занимаются животноводством и земледелием (картофелеводством).

## История
Точная дата основания села Дуз Расуллу неизвестна. Согласно тому, что слышали старейшины села от своих предков, село Дуз Расуллу имеет более чем 300-летнюю древнюю историю. Основу села заложил человек по имени Расул, переехавший из села Демирчилар Газахского района. В этом селе родилось более 15 потомков Расула по системе преемственности поколений — отец, сын, внук, преемник и т. д..

## Топонимика
Село находится на северном склоне Малого Кавказа. Ойконим составлен из компонентов Дуз (равнина) и Расуллу (этнотопоним, отражающий название племени Расуллу, поселившегося на территории района) и означает «село Расуллу, построенное на равнине». Первый компонент топонима служит для отличия его от села Чай Расуллу в местности, определяя рельеф села.

## Население
По переписи 2009 года в селе проживало 632 человека. По данным на 2011 год численность населения составляла 509 человек. 

## Экономика
Развивается животноводство, овощеводство, выращивание зерна и картофеля.
Развито сельское хозяйство и личное подсобное хозяйство. Основное занятие населения — земледелие, животноводство.

## Инфраструктура
В селе есть полная средняя школа, музыкальная школа, библиотека, медицинский пункт, дом культуры, почта, АТС.

## Знаменитые личности
Знаменитые личности, являющиеся уроженцами село Дуз Расуллу
- Мазахир Рустамов — военнослужащий Вооружённых сил Республики Азербайджан, Национальный Герой Азербайджана